# Evs
Evs (Banu Aus, Banu Aws; "sinovi Evsovi"), jedno od arapskih plemena iz Muhamedovog vremena koje je obitavalo u susjedstvu Hazredža u Medini. U bici na Bedru 17. dana svetog mjeseca ramazana 2. godine po Hidžri (17. ožujak 624. godine) poraženi su od Hazredža, plemena s kojim vuku zajednčko porijeklo od dvojice braće. Prihvaćanjem islama ova plemena su se opet pomirila.
Evsi i njihovi rođaci Hazredži porijeklo vuku iz Jemena od plemena poznatih kao Ghassanidi, odakle su se u 3 stoljeću ili najkasnije u 4. nastanili u području Medine. 

## Vanjske poveznice
- Muhammad's successor
- prof. Semir Imamović, Bitka na Bedru[neaktivna poveznica]